# Sakskøbing Kirke
Sakskøbing Kirke er en kirke i Sakskøbing på det nordlige Lolland. Den er opført helt i tegl med apsis, kor og skib i senromansk stil, mens kirketårnet er i sengotisk stil.
Kirken ligger mellem Maribovej og byens torv tæt ved Hotel Saxkjøbing.
- Indgangsportal
- Kirkerummet set fra koret
- Kirkerummet set fra orglet

## Eksterne kilder og henvisninger
- Sakskøbing Sogn på www.sogn.dk Arkiveret 3. maj 2006 hos  Wayback Machine
- Sakskøbing Kirke hos KortTilKirken.dk
- Sakskøbing Kirke hos danmarkskirker.natmus.dk (Danmarks Kirker, Nationalmuseet)
- Oplysninger om orglet på Organ index (Wiki, tysk)